# Cartera de productos
En marketing estratégico y marketing, una cartera de productos es un grupo de productos, servicios o marcas que son ofrecidos por una compañía para su venta. Para crear una cartera de productos, una compañía puede utilizar diversas técnicas analíticas como Análisis B.C.G., Análisis de margen de contribución, Análisis multifactorial G.E. y Despliegue de la función de calidad. Generalmente, una compañía trata de conseguir tanto diversificación como equilibrio en la oferta realizada de su cartera de productos.Es un documento que permite comunicar profesionalmente procesos y operaciones más importantes de negocios. Se caracteriza principalmente en estructurar un programa integral de calidad y servicio al cliente de forma estratégica para la empresa, además requiere definición, superación, enseñanza y autocrítica en la fijación y medición frecuente de standares sobre la calidad y el desempeño de los valores.